# Lukas Passarge
Lukas Passarge (* 14. Dezember 2004) ist ein deutscher Basketballspieler.

## Werdegang
Passarge wurde ab 2015 im Nachwuchs des Mitteldeutschen BC in Weißenfels ausgebildet, war dann Schüler am Sportgymnasium Jena, mit dem er 2019 den Bundeswettbewerb Jugend trainiert für Olympia gewann, und spielte in der Jugend von Science City Jena.
2021 wechselte er in die Nachwuchsförderung von Brose Bamberg, lief fortan für die Spielgemeinschaft Brose Bamberg/Tröster Breitengüßbach in der Nachwuchs-Basketball-Bundesliga auf und wurde im Rahmen der Zusammenarbeit des Bundesligisten mit Drittligaverein BBC Coburg Mitglied der Mannschaft in der 2. Bundesliga ProB. Am 26. Januar 2022 wurde Passarge von Bambergs Trainer Oren Amiel erstmals in einem Spiel der Basketball-Bundesliga zum Einsatz gebracht. Im Sommer 2022 kehrte Passarge nach Jena zurück. Er spielte bis 2023 für Jenas U19-Mannschaft und für die Herrenmannschaft von Culture City Weimar (Regionalliga).